# Fabricació intel·ligent
La fabricació intel·ligent és una àmplia categoria de fabricació amb l'objectiu d'optimitzar la generació de conceptes, producció i transacció de productes. Mentre que la fabricació es pot definir com el procés multi-fase de crear un producte a partir de matèries primeres, la fabricació intel·ligent utilitza el control informàtic i alts nivells d'adaptabilitat. La fabricació intel·ligent pretén aprofitar les tecnologies avançades d'informació i fabricació per permetre la flexibilitat en els processos físics per abordar-se a un mercat dinàmic i global. S'ha augmentat la formació de mà d'obra per tal de dotar-la de flexibilitat i utilitzar la tecnologia en lloc d'algunes tasques específiques com és habitual en la fabricació tradicional.

## Descripció general
En els últims anys, la fabricació s'ha conceptualitzat com un sistema que va més enllà de l'edifici de la fàbrica, i es pensa en la "fabricació com un ecosistema". El terme "intel·ligent" abasta empreses que creen i utilitzen dades i informació al llarg del cicle de vida del producte amb l'objectiu de crear processos de fabricació flexibles que responguin ràpidament als canvis de demanda a baix cost a l'empresa sense danys al medi ambient. El concepte requereix una visió de cicle de vida, on els productes estan dissenyats per a una producció eficient i reciclable.
La fabricació intel·ligent permet que tota la informació sobre el procés de fabricació estigui disponible quan sigui necessari, on sigui necessari i en la forma que es necessiti a través de cadenes de subministrament de fabricació senceres, els cicles de vida complets del producte, les múltiples indústries i les petites, mitjanes i grans empreses. La Smart Manufacturing Leadership Coalition (SMLC) està construint la infraestructura tècnica i empresarial que facilita el desenvolupament i implementació de sistemes de fabricació intel·ligent a tot l'ecosistema manufacturer.
Una definició prèvia d'una empresa de fabricació avançada és l'"aplicació intensificada de sistemes avançats d'intel·ligència que permeten la ràpida fabricació de nous productes, la resposta dinàmica a la demanda de productes i l'optimització en temps real de les xarxes de producció i producció de la cadena de subministrament (SMLC 2011)". Aquesta idea està representada per una fàbrica intel·ligent que es basa en sistemes interoperables; modelització i simulació dinàmica a gran escala; automatització intel·ligent; seguretat cibernètica escalable i multinivell; i sensors en xarxa. Aquestes empreses utilitzen dades i informació al llarg de tot el cicle de vida del producte amb l'objectiu de crear processos flexibles de fabricació que responguin ràpidament als canvis de demanda a baix cost per a l'empresa i al medi ambient. Aquests processos faciliten el flux d'informació en totes les funcions empresarials de l'empresa i gestionen les connexions amb proveïdors, clients i altres agents externs a l'empresa.
Una altra màquina important per a la fabricació intel·ligent és la impressió 3D. Des del 2010 hi ha un gran creixement de les empreses que utilitzen impressores 3D en la seva producció. Permeten a les empreses crear més barat utilitzant el programa digital. Aquesta màquina podria ser sense fils i estar connectat amb tot el procés de producció. Algunes empreses estan woring en grans impressores 3D que podrien construir casa.